# 上總牛久車站
上總牛久站（日语：／ Kazusa-ushiku eki */?）是小湊鐵道所屬之小湊鐵道線沿線的車站，位於千葉縣市原市牛久。本站是其中一個區間車的起訖站，由五井開出的列車，約半數都以本站為終點站，同時也是下行列車唯一的中途起訖站，假日時1往復的「房總里山Torocco」列車或觀光急行列車會以本站開出或到着。

## 車站構造

### 站房
與同期的車站站房相同的風格，為由木所建單層小型站房一座，自開站便一直使用至今，由鹿島建設的前身「鹿島組」所建。外觀帶有少許西洋風格，並且採用了瓦片作屋頂（後期在瓦片下的屋簷則加蓋了鐵皮）。

### 月台配置

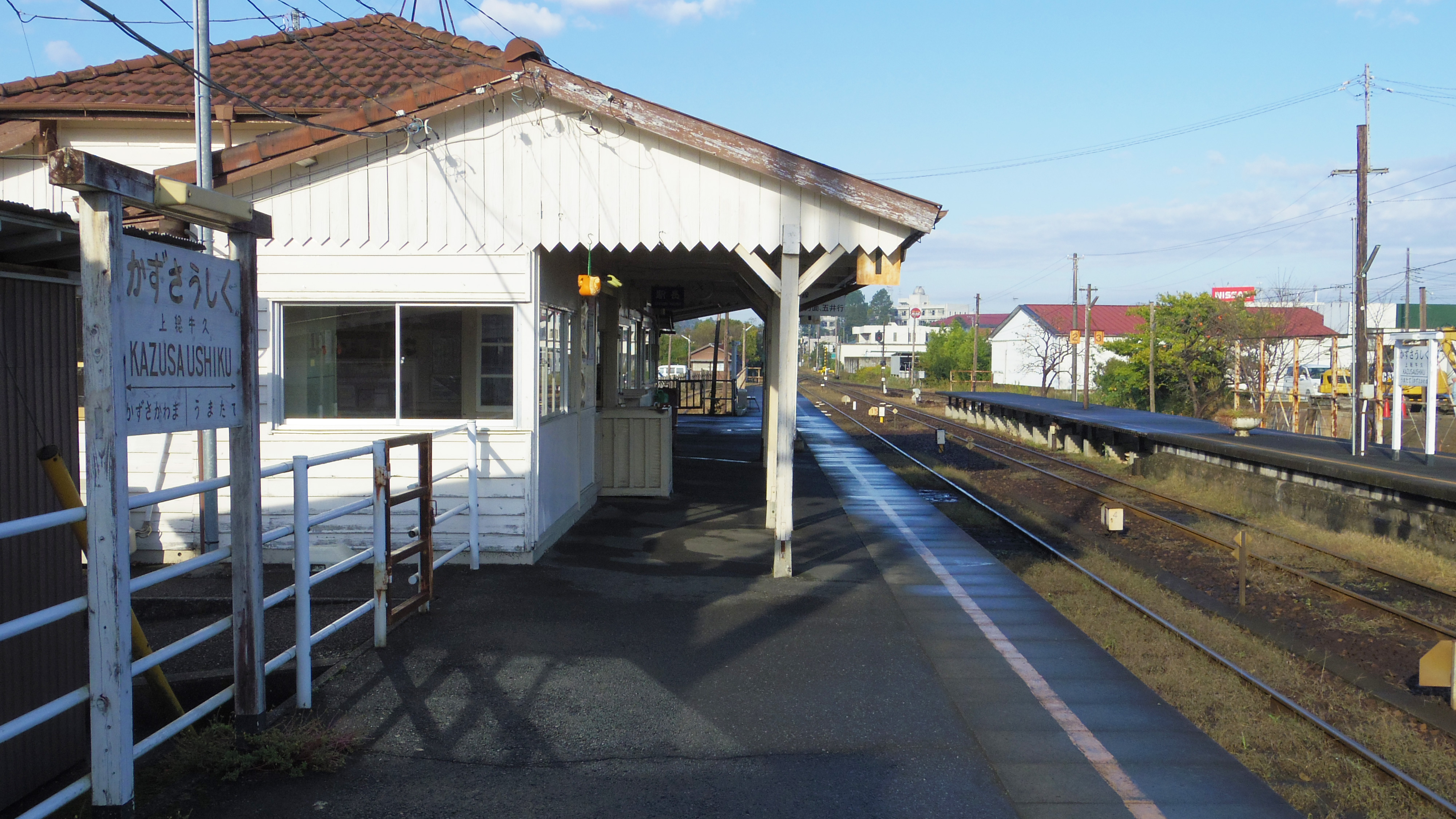
1號月台(2015年11月)

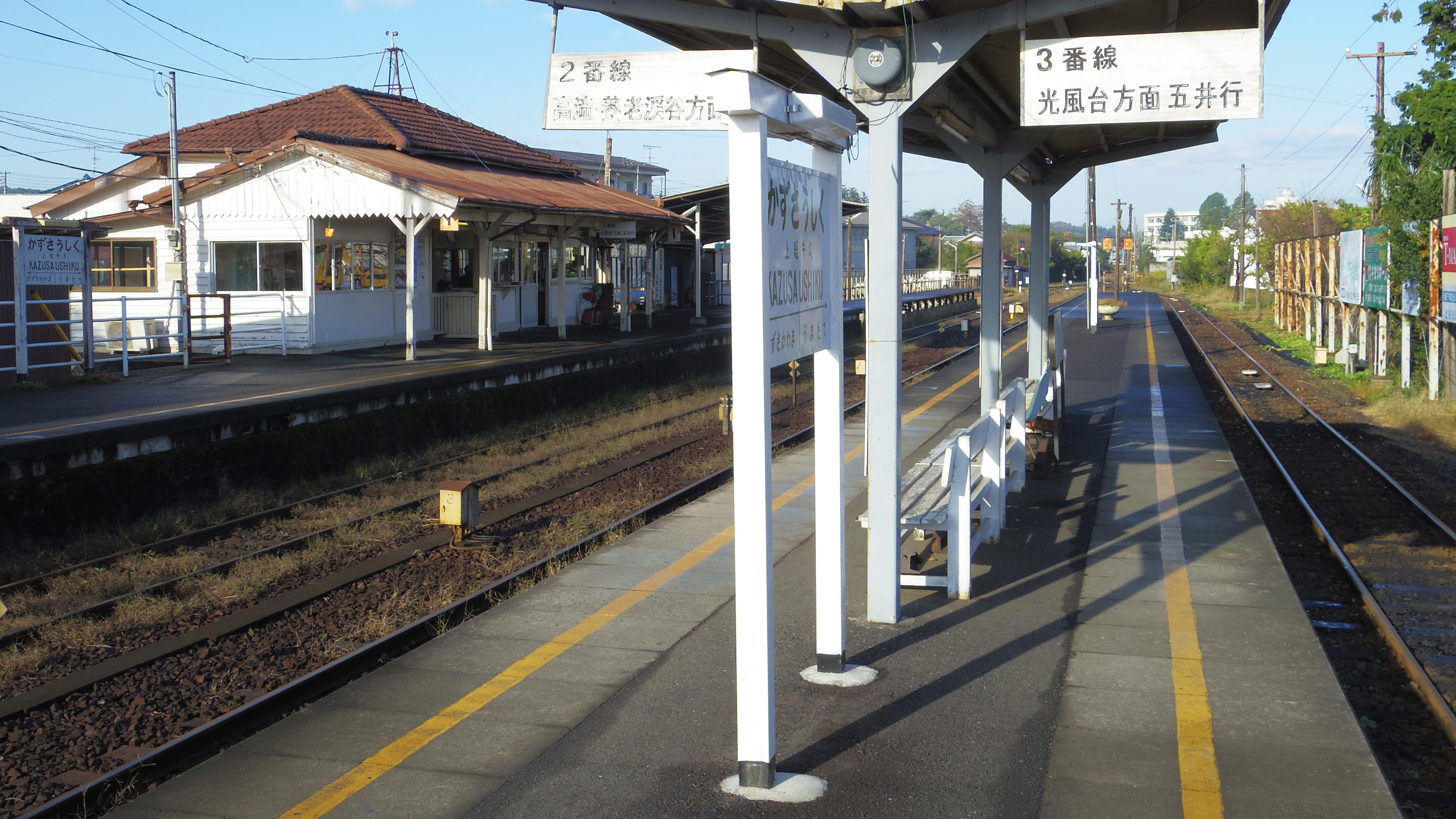
2號與3號月台(2015年11月)

設有側式月台及島式月台各1個，共提供2面3線的配置。
| 月台 | 路線        | 目的地                       | 備註                               |
| ---- | ----------- | ---------------------------- | ---------------------------------- |
| 1    | ■小湊鐵道線 | 五井方向                     | 由上總中野等開出的上行列車停靠月台 |
| 2    | ■小湊鐵道線 | 里見、養老溪谷、上總中野方向 |                                    |
| 3    | ■小湊鐵道線 | 五井方向                     | 區間列車起訖月台                   |

## 歷史
- 1925年3月7日：設站[2]。
- 2016年11月18日：站房申請成為國家登錄有形文化財（建造物）[3][4]。
- 2017年5月2日：「小湊鐵道上總牛久站房」被評為國家登錄有形文化財[5]。

## 使用狀況
本站為除五井站外，最多人使用的車站，但自2019冠状病毒病疫情後，每日平均乘客量大減且持續下降。以下為乘車人次變化列表：
| 乘車人次變化 | 乘車人次變化     | 乘車人次變化 |
| 年度         | 1日平均 乘車人次 | 參考資料     |
| ------------ | ---------------- | ------------ |
| 1987         | 1263             | [ 統計 1 ]   |
|              |                  |              |
| 2007         | 757              | [ 統計 2 ]   |
| 2008         | 750              | [ 統計 3 ]   |
| 2009         | 685              | [ 統計 4 ]   |
| 2010         | 687              | [ 統計 5 ]   |
| 2011         | 668              | [ 統計 6 ]   |
| 2012         | 655              | [ 統計 7 ]   |
| 2013         | 606              | [ 統計 8 ]   |
| 2014         | 584              | [ 統計 9 ]   |
| 2015         | 573              | [ 統計 10 ]  |
| 2016         | 684              | [ 統計 11 ]  |
| 2017         | 643              | [ 統計 12 ]  |
| 2018         | 560              | [ 統計 13 ]  |
| 2019         | 515              | [ 統計 14 ]  |
| 2020         | 376              | [ 統計 15 ]  |
| 2021         | 352              | [ 統計 16 ]  |
| 2022         | 336              | [ 統計 17 ]  |

## 相鄰車站
小湊鐵道
■房總里山Torocco1、4、11、12號、□觀光急行4、11、12號
五井－上總牛久－高瀧
■房總里山Torocco2、3號、□觀光急行2號
上總牛久－高瀧
□觀光急行1號
五井→上總牛久→上總鶴舞
□觀光急行3號
上總牛久→上總鶴舞
■普通
馬立－上總牛久－上總川間

### 統計資料
1. ↑   (PDF).   [2025-04-12]. （原始内容存档 (PDF)于2023-08-02）.
2. ↑  千葉縣統計年鑑（平成20年） （页面存档备份，存于）（日語）
3. ↑  千葉縣統計年鑑（平成21年） （页面存档备份，存于）（日語）
4. ↑  千葉縣統計年鑑（平成22年） （页面存档备份，存于）（日語）
5. ↑  千葉縣統計年鑑（平成23年） （页面存档备份，存于）（日語）
6. ↑  千葉縣統計年鑑（平成24年） （页面存档备份，存于）（日語）
7. ↑  千葉縣統計年鑑（平成25年） （页面存档备份，存于）（日語）
8. ↑  千葉縣統計年鑑（平成26年） （页面存档备份，存于）（日語）
9. ↑  千葉縣統計年鑑（平成27年） （页面存档备份，存于）（日語）
10. ↑  千葉縣統計年鑑（平成28年） （页面存档备份，存于）（日語）
11. ↑  千葉縣統計年鑑（平成29年） （页面存档备份，存于）（日語）
12. ↑  千葉縣統計年鑑（平成30年） （页面存档备份，存于）（日語）
13. ↑  千葉縣統計年鑑（令和元年） （页面存档备份，存于）（日語）
14. ↑  .   [2025-04-12]. （原始内容存档于2023-07-25）.
15. ↑  千葉縣統計年鑑（令和3年），11 運輸・通信—111民鉄等駅別1日平均運輸状況（2020(令和2)年度）
16. ↑  千葉縣統計年鑑（令和4年），11 運輸・通信—111民鉄等駅別1日平均運輸状況（2021(令和3)年度）
17. ↑  .   [2025-04-12]. （原始内容存档于2025-01-27）.

## 外部連結
- 小湊鐵道上總牛久站（页面存档备份，存于）